# Optășani, Olt
Optășani este un sat în comuna Spineni din județul Olt, Muntenia, România.
Satul Optășani este situat la 2 km de satul Alunișu, în apropierea pădurii Seaca. Întreg satul este așezat pe un deal. Numărul locuitorilor este într-o scădere continuă, fiind populat în majoritate de bătrâni. Pe vremuri, Nicolae Ceaușescu venea la vânătoare în apropierea acestui sat, iar vila de protocol unde dictatorul își petrecea zilele de vânătoare poate fi vizitată și azi. Este de menționat faptul că acest sat se află la circa 30 de km de Scornicești.

## Rezervația naturală Pădurea Seaca - Optășani
Pe sufrafața satului se găsește o rezervație naturală de tip forestier. Rezervația naturală are o suprafață de 135 ha, și reprezintă o arie acoperită cu gârniță (Quercus frainetto) în proporție de 82%, în asociere cu cer și gorun.

 Acest articol despre o localitate din județul Olt este deocamdată un ciot. Puteți ajuta Wikipedia prin completarea lui.

Sat de o frumusețe rară cu păduri verzi de foioase, străbătut de râul Cungrea și cu celebrul copac,Tecul de la Ionicesti.